# Кларк (лунный кратер)
Кратер Кларк (лат. Clark), не путать с кратером Л. Кларк (лат. L. Clark) и кратером Кларк на Марсе, — крупный ударный кратер в южном полушарии обратной стороны Луны. Название присвоено в честь американского конструктора-оптика и астронома Элвина Кларка (1804—1887) и его младшего сына, американского астронома и изготовителя телескопов Алвана Кларка (1832—1897); утверждено Международным астрономическим союзом в 1970 г. 

## Описание кратера

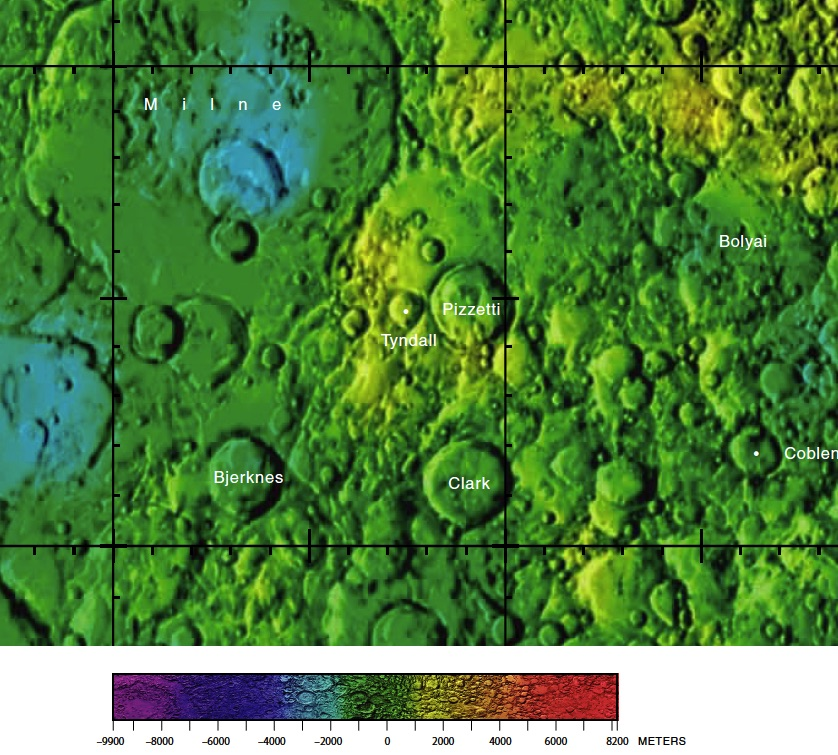
Окрестности кратера Кларк. Фрагмент карты обратной стороны Луны.

Ближайшими соседями кратера Кларк являются кратер Бьеркнес на западе; кратеры Тиндаль и Пиццетти на севере; кратер Больяй на северо-востоке; кратер Кобленц на востоке; кратер Карвер на юго-востоке; кратер Ван дер Ваальс на юге и кратер Погсон на юго-западе. Селенографические координаты центра кратера 38°40′ ю. ш. 119°21′ в. д. / 38,67° ю. ш. 119,35° в. д., диаметр 52,1 км, глубина 2,3 км.
Кратер Кларк имеет полигональную форму и находится в западной части чаши древнего безымянного кратера. За время своего существования кратер значительно разрушен, вал сглажен, в южной части перекрыт приметным маленьким чашеобразным кратером, в северо-восточной части перкрыт группой мелких кратеров. Внутренний склон узкий и гладкий. Высота вала над окружающей местностью достигает 1120 м, объем кратера составляет приблизительно 1 900 км3. Дно чаши сравнительно ровное, за исключением пересеченной западной части покрытой породами обрушившимися с западной части внутреннего склона, не имеет приметных структур, испещрено множеством мелких кратеров, образованных судя по степени их разрушения, приблизительно в то же время что и сам кратер Кларк.

## Сателлитные кратеры
| Кларк | Координаты                                              | Диаметр, км |
| ----- | ------------------------------------------------------- | ----------- |
| F     | 38°39′ ю. ш. 123°04′ в. д. / 38,65° ю. ш. 123,07° в. д. | 32          |

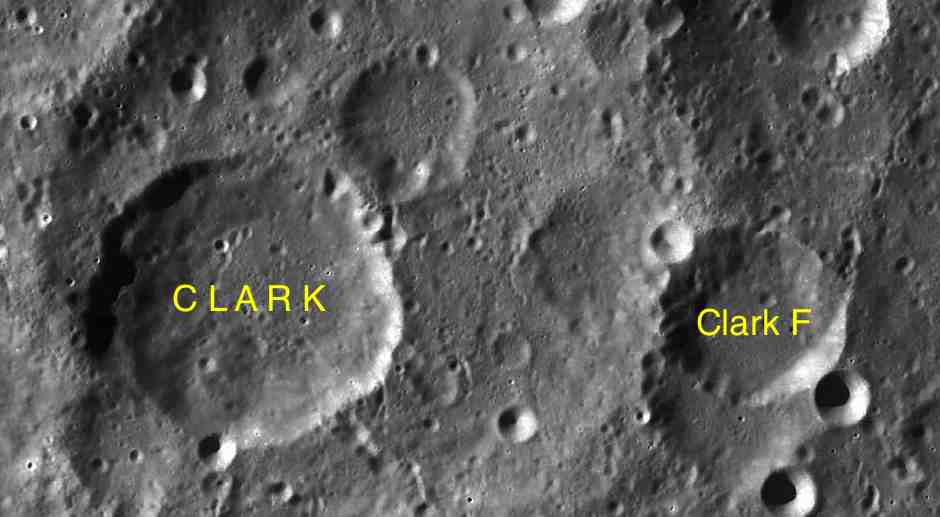
Фрагмент карты LAC-117.

- Образование сателлитного кратера Кларк F относится к нектарскому периоду[4].

## См.также
- Список кратеров на Луне
- Лунный кратер
- Морфологический каталог кратеров Луны
- Планетная номенклатура
- Селенография
- Минералогия Луны
- Геология Луны
- Поздняя тяжёлая бомбардировка